# سهل التمرير
سهل التمرير يظهر عندما تعبر تعرجات النهر منطقة منخفضة الانحدار بشدة، وعادة تتمتع بتدفق مستمر نسبيًا. بالإضافة إلى التعرجات، فإن سهول التمرير يتم تمييزها أيضًا من خلال العديد من البحيرات المنعطِفة (الملتوية).

## أمثلة على سهول التمرير

### نيوزيلاندا
الروافد العليا لنهر تاييري تُكون سهل تمرير مذهلاً بالقرب من مدينة بايرو (صور:  ).